# Paranesidea dimorpha
Paranesidea dimorpha is een mosselkreeftjessoort uit de familie van de Bairdiidae. De wetenschappelijke naam van de soort is voor het eerst geldig gepubliceerd in 1963 door Bold.